# Неа-Анхіалос (аеропорт)
Міжнародний аеропорт Центральна Греція або Міжнародний аеропорт Неа Анхіалос (грец. Διεθνής Αερολιμένας Κεντρικής Ελλάδος) (грец. "Νέα Αγχίαλος") (IATA: VOL, ICAO: LGBL) — аеропорт, що почав діяти у лютому 1991, це єдиний цивільний аеропорт, який обслуговує міста Волос, Ламія, Лариса, Трикала, Кардиця.

## Загальні дані
Аеропорт знаходиться між містами Альмірос, Неа Анхіалос, Велестіно і Фарсала, приблизно за 20 км на захід від центру Волоса (26 км дорогою) в номі Магнісія, Фессалія. Аеропорт названо на честь Неа Анхіалос, найближчого міста.
Аеропорт наразі має один термінал, одну провідну злітно-посадкову смугу близько 3 км завдовжки. 
Аеропорт має доступ з шосе E75.

## Авіакомпанії та напрямки на листопад 2017
| Авіакомпанія          | Пункт призначення              |
| --------------------- | ------------------------------ |
| Austrian Airlines     | Сезонний: Відень               |
| Condor                | Сезонний: Мюнхен               |
| Small Planet Airlines | Сезонний чартер: Лондон-Гатвік |
| Transavia             | Сезонний: Амстердам, Кефалінія |
| TUI fly Belgium       | Сезонний: Брюссель             |